# Silene kungessana
Silene kungessana är en nejlikväxtart som beskrevs av Boris Fedtjenko. Silene kungessana ingår i släktet glimmar, och familjen nejlikväxter. Inga underarter finns listade i Catalogue of Life.